# 소코토주

소코토주의 위치

소코토주(영어: Sokoto State)는 나이지리아의 서북부에 있는 주로, 주도는 소코토이다. 면적은 25,973km2이며, 인구는 4,392,391명(1991년)이다. 1976년 2월 3일에 신설되었으며 주 이름은 소코토 칼리파국에서 유래된 이름이다. 북쪽으로는 니제르와 국경을 접하며 남서쪽으로는 케비주, 남동쪽으로는 잠파라주와 접한다.